# Alana Nicholls
Alana Nicholls, detta Lans (Perth, 6 aprile 1986), è una canoista australiana che compete nella specialità K-1 200 m e K-1 500 m.
È stata selezionata per rappresentare l'Australia ai Giochi olimpici di Londra 2012 nelle specialità K-1 200 m e K-1 500 m.

## Biografia

### Vita privata
Soprannominata Lans, Nicholls è nata il 6 aprile 1986 a Perth, in Australia Occidentale. Ha frequentato la "Our Lady of Lourdes" a Perth prima di iscriversi al Chisholm Catholic College. Ha svolto un lavoro part-time presso la CITIC Pacific Mining Management, un'industria mineraria.
Nicholls è alta 172 cm e pesa 66 kg.

### Carriera sportiva
Nicholls fa parte del Bayswater Paddle Sport Club, ed ha ricevuto una borsa di studio dal WA Institute of Sport e dall'Australian Institute of Sport. Il suo principale luogo di allenamento è Bayswater, ed il secondario è a Gold Coast, in Queensland. Attualmente (2012) è allenata da Ramon Andersson e Michael Pond, che sono diventati suoi allenatori nel 2008.
Nicholls ha partecipato la prima volta alla coppa del mondo a Račice, in Repubblica Ceca, nel 2011, vincendo il K-1 500. Ha concluso 4° nel K1 200, e 5° nel K1 500 durante la tappa del 2011 a Seghedino, Ungheria. Ha terminato al secondo posto nel K1 500 della tappa di coppa del mondo di Poznań, in Polonia. Nel 2011 è stata eletta atleta australiana dell'anno di canoa/kayak. Nel 2012 ha conquistato medaglie nel K-1 200 e nel K-1 500 durante tappe della coppa del mondo a maggio. Ha concluso prima nel K1 500 e nel K1 200 nel campionato nazionale di Penrith, Australia e prima nel K1 500 m e seconda nel K1 200 nel 2012 allo Sprint Oceania Championships sempre a Penrith.
Nel 2012 è stata scelta per rappresentare l'Australia ai Giochi olimpici di Londra 2012 nel K-1 200 e nel K-1 500. Prima di partire per i giochi, lei e le sue compagne di canoa si sono allenate in Italia presso l'Australia's European Training Centre di Gavirate. Ha chiuso entrambe le gare in 16ª posizione.